# Union sportive madinet Khenchela
Maillots
Actualités
L'Union sportive madinet Khenchela (en arabe : الإتحاد الرياضي لمدينة خنشلة, en tifinagh : ⵜⵉⴷⵓⴽⵍⴰ ⵏ ⵉⵏⴰⴷⴰⵍⴻⵏ ⵏ ⵜⴻⵎⴷⵉⵏⵜ ⵏ ⵅⴻⵏⵛⵍⴰ), plus couramment abrégé en USM Khenchela, est un club de football algérien fondé en 1943 et basé dans la ville de Khenchela, à l'est algérien.

## Histoire
L'équipe de l'USMK évolue pendant plusieurs saisons en division 2 algérienne. Elle accède en division 1 dans les années 70, et y joue pendant deux saisons.
Lors de la Coupe d'Algérie saison 1997-98, l'USMK qui évoluait à l'époque en Ligue Régional de Batna (D4) reçoit pour le compte du 1/32e de finale à domicile le MC Alger, une des plus grandes écuries du football algérien et parvient à se qualifier au tour suivant à la suite de la séance de tirs au but 4-3 après un nul vierge 0-0.
La ville a vu naître un autre club qui s'est fait connaître grâce à ces bonnes performances lors des années 1990 (accès en D2 algérienne et quart de finale de Coupe d'Algérie atteint en 1995) au moment où l'USMK galérait en divisions inférieures, l'Ittihad Riadhi Baladiat Khenchela (IRBK). crée en 1985 ,  Par la suite, les autorités ont décider de fusionner ces deux clubs en un seul,, mais le projet est tombé à l'eau et quelques années plus tard ce club de l'IRBK a fini par disparaître de la scène footbalistique après 28 ans d'existance.

## Identité du club

### Logo et couleurs
Les couleurs de l'union sportive musulmane de khenchela sont le Noir et le Blanc.

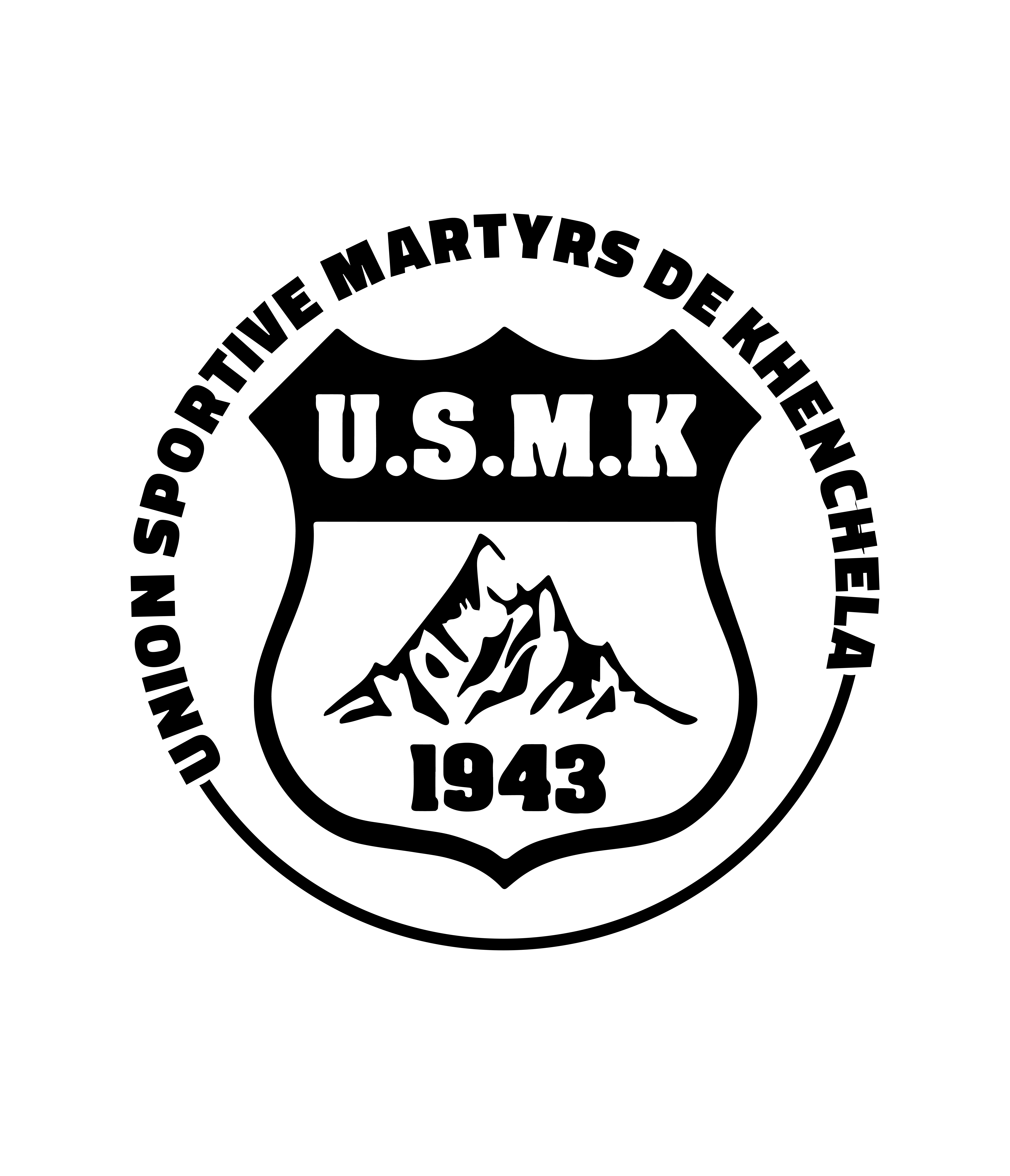
Logo actuel
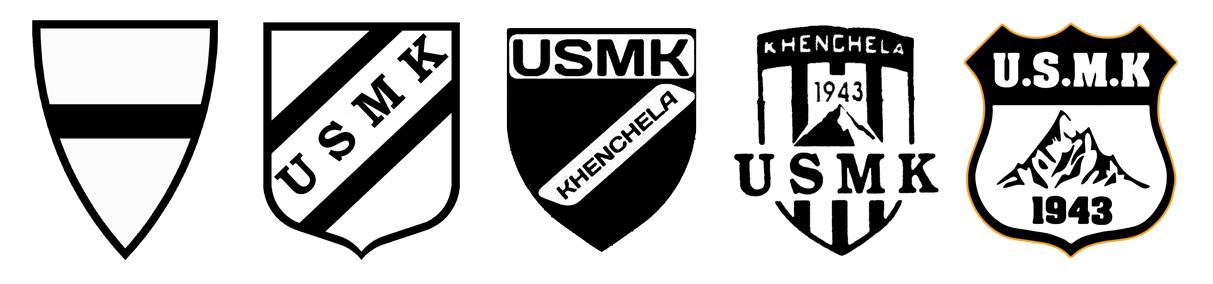
Anciens logos

## Bilan sportif

### Palmarès
| Compétitions nationales |
| ----------------------- |
|                         |

### Classement en Championnat par année
- 1962-63 : D1, Critérium d'honneur Est Gr.I, 2e
- 1963-64 : D1, Division d'honneur Est Gr.Est, 3e
- 1964-65 : D2, Division d'honneur Est, ?e
- 1965-66 : D2, Division d'honneur Est, ?e
- 1966-67 : D3, Division d'honneur Est, ?e
- 1967-68 : D3, Division d'honneur Est, 1re
- 1968-69 : D2, Nationale 2, 6e
- 1969-70 : D2, Gr Centre-Est 6e
- 1970-71 : D2, Centre-Est 3e
- 1971-72 : D2, Gr Est ?e
- 1972-73 : D2, Gr Est 3e
- 1973-74 : D2, Gr Est 1re
- 1974-75 : D1, 11e
- 1975-76 : D1, 14e
- 1976-77 : D2, Gr Est?e
- 1977-78 : D2, Gr Est ?e
- 1978-79 : D2, Gr Est?e
- 1979-80 : D2, Gr Centre-Est 9e
- 1980-81 : D2, Gr Centre-Est 9e
- 1981-82 : D2, Gr Centre-Est 10e
- 1982-83 : D2, Gr Centre-Est ?e
- 1983-84 : D2, Gr Centre-Est 11e
- 1984-85 : D2, Gr Est ?e
- 1985-86 : D2, Gr Est 10e
- 1986-87 : D2, Gr Est 15e
- 1987-88 : D2, Gr Est 13e
- 1988-89 : D3, ?
- 1989-90 : D3, Gr Batna 1er
- 1990-91 : D2 16e
- 1991-92 : D2, Gr Est 15e
- 1992-93 : D2, Gr Est 14e
- 1993-94 : D3, Gr Batna ?e
- 1994-1995 : ?
- 1995-1996 : ?
- 1996-1997 : ?
- 1997-1998 : ?
- 1998-1999 : ?
- 1999-00 : D4, DH Batna ?e
- 2000-01 : D4, DH Batna ?e
- 2001-02 : D3, R1 Batna, ?e
- 2002-03 : D3, R1 Batna, ?e
- 2003-04 : D3, R1 Batna ?e
- 2004-05 : D4, R1 Batna, 2e
- 2005-06 : D4, R1 Batna, ?e
- 2006-07 : D4, R1 Batna, ?e
- 2007-08 : D4, R1 Batna, ?e
- 2008-09 : D4, R1 Batna, 1er
- 2009-10 : D3, Gr Est 5e
- 2010-11 : D3, Gr Centre-Est 12e
- 2011-12 : D3, Gr Est 3e
- 2012-13 : D3, Gr Est 8e
- 2013-14 : D3, Gr Est 7e
- 2014-15 : D3, Gr Est 10e
- 2015-16 : D3, Gr Est 9e
- 2016-17 : D3, Gr Est 6e
- 2017-18 : D3, Gr Est 2e
- 2018-19 : D3, Gr Est 2e
- 2019-20 : D3, Gr Est 6e
- 2020-21 : D2, Gr Est e
- 2021-22 : D2, D2 Centre-Est, 1re
- 2022-23 : Ligue 1, 8e
- 2023-24 : Ligue 1, ?e
- 2024-25 : Ligue 1, ?e

### Parcours en Coupe d'Algérie
| Saison    | Tour        | Matchs            | Résultats       |
| --------- | ----------- | ----------------- | --------------- |
| 1962-63   | ?e T.R      |                   | ?               |
| 1963-64   | 1/8 finale  | SCM Oran          | 1-1 corners 7-2 |
| 1964-65   | 1/16 finale | JBAC Annaba       | 2-0             |
| 1965-66   | 1/16 finale | ES Souk Ahras     | 2-0             |
| 1966-67   | 1/32 finale | MSP Batna         | 4-1             |
| 1967-68   | 1/32 finale | AS Ain M'lila     | 2-1             |
| 1968-69   | 1/32 finale | MSP Batna         | 2-0             |
| 1969-70   | 1/16 finale | CR Belcourt       | 5-0             |
| 1970-71   | 1/2 finale  | USM Alger         | 2-0 puis 2-2    |
| 1971-72   | ?           |                   | ?               |
| 1972-73   | ?           |                   | ?               |
| 1973-74   | ?           |                   | ?               |
| 1974-75   | 1/32 finale | ES Sétif          | 1-0             |
| 1975-76   | 1/8 finale  | MO Constantine    | 3-2             |
| 1976-77   | 1/8 finale  | GC Mascara        | 3-2             |
| 1977-78   | ?           | ?                 | ?               |
| 1978-79   | ?           | ?                 | ?               |
| 1979-80   | 1/16 finale | DNC Asnam         | 2-0             |
| 1980-81   | ?           |                   | ?               |
| 1981-82   | 1/32 finale | HB Chelghoum Laïd | ?               |
| 1982-83   | ?           | ?                 | ?               |
| 1983-84   | ?           | ?                 | ?               |
| 1984-85   | 1/32 finale | USM Annaba        | 1-0             |
| 1985-86   | 1/8 finale  | IRB Laghouat      | 1-0             |
| 1986-87   | ?           |                   | ?               |
| 1987-88   | ?           |                   | ?               |
| 1988-89   | ?           |                   | ?               |
| 1989-90   | N.J         | N.J               | N.J             |
| 1990-91   | 1/32 finale | CRB Héliopolis    | 0-0 t.a.b 4-3   |
| 1991-92   | 1/64 finale | Nadi Sétif        | 1-1 t.a.b 7-6   |
| 1992-93   | N.J         | N.J               | N.J             |
| 1993-94   | 1/16 finale | WA Tlemcen        | 2-0             |
| 1994-95   | ?           |                   |                 |
| 1995-96   | 1/16 finale | HB Chelghoum Laïd | 0-0 t.a.b 4-2   |
| 1996-97   | ?           |                   | ?               |
| 1997-98   | 1/16 finale | CS Souk Naamane   | 1-1 t.a.b 3-1   |
| 1998-99   | ?           |                   |                 |
| 1999-00   | ?           |                   |                 |
| 2000-01   | ?           |                   |                 |
| 2001-02   | ?           |                   |                 |
| 2002-03   | ?           |                   |                 |
| 2003-04   | 1/32 finale | USM Annaba        | 3-0             |
| 2004-05   | ?           |                   |                 |
| 2005-06   | ?           |                   |                 |
| 2006-07   | ?           |                   |                 |
| 2007-08   | ?           |                   |                 |
| 2008-09   | 1/32 finale | Olympic Arzew "3" | 3-1             |
| 2009-10   | 1/8 finale  | USM Bel Abbès     | 3-1             |
| 2010-11   | 1/64 finale | AB Merouana       | ?               |
| 2011-12   | ?           |                   |                 |
| 2012-13   | ?           |                   |                 |
| 2013-14   | 1/64 finale | ES Bouakeul       | 2-1             |
| 2014-15   | 1/64 finale | NRB El Achir      | 2-1 a.p         |
| 2015-16   | ?           |                   |                 |
| 2016-17   | 1/16 finale | Paradou AC        | 2-2 t.a.b 4-3   |
| 2017-18   | 1/32 finale | NC Magra          | 1-0             |
| 2018-19   | 1/16 finale | NA Hussein Dey    | 1-1 t.a.b 8-7   |
| 2019-20   | 1/32 finale | USM Alger         | 6-1             |
| 2020-2021 | Non Joué    | Non Joué          | Non Joué        |
| 2021-2022 | Non Joué    | Non Joué          | Non Joué        |
| 2022-23   | 1/8 finale  | Olympique Akbou   | 3-0             |
| 2023-24   | 1/8 finale  | MC Alger          | 2-1             |

### Effectif professionnel actuel
Mise à jour:5 février 2024